# 에어버스 벨루가
에어버스 벨루가(영어: Airbus Airbus A300-600ST Super Transporter, Beluga)는 에어버스 A300기를 화물수송 전용으로 개조한 기종이며, 원래는 A300-600ST(Super Transporter)라고 불리었으나 흰돌고래를 닮았다 하여 나중에 "벨루가"라는 애칭으로 불리기 시작하여 굳어졌다. 벨루가는 에어버스의 항공기 조립에 있어 부품들과 자재들을 운반하기 위해 개발되었으며, 대부분의 에어버스 항공기의 부품을 운반하였다.

## 규격
| 측정 기준           | A300-600ST                                        |
| ------------------- | ------------------------------------------------- |
| 길이                | 56.15 m (184 ft. 3 in.)                           |
| 날개 길이           | 44.84 m. (147 ft. 2 in.)                          |
| 높이                | 17.24 m. (56 ft. 7 in.) (건물7층높이)             |
| 날개 면적           | 122.40 m². (1,317 ft².)                           |
| 동체 지름           | 3.95 m. (13 ft.) 7.1 m. (23 ft. 4 in.) - 짐칸에서 |
| 비어 있을 때의 무게 | 86.0 t.                                           |
| 최대 이륙 무게      | 155 t.                                            |
| 범위 (40 톤 부하)   | 2,779 km. (1500 nm.)                              |
| 범위 (26 톤 부하)   | 4,632 km. (2500 nm.)                              |
| 엔진                | GE CF6-80C2A8                                     |
| 화물 수용 무게      | 47 t.                                             |
| 화물 수용 부피      | 1,365 m³ (48,204 Ft³)                             |
| 조종 승무원         | 2명                                               |